# Чемпіонат світу з фігурного катання серед юніорів
Чемпіонат світу з фігурного катання серед юніорів — щорічне змагання з фігурного катання серед юних спортсменів, що організовується Міжнародним союзом ковзанярів (ІСУ). 
На Чемпіонаті світу серед юніорів спортсмени змагаються в чоловічому та жіночому одиночному катанні, парному фігурному катанні й у спортивних танцях на льоду. Юніорами за вимогами ІСУ вважаються хлопчики і дівчатка, які досягли 13-річного віку станом на 1 липня минулого року, але не досягли 19 років, крім чоловіків, які виступають у парах і танцях на льоду — їхня верхня вікова межа становить 21 рік.

## Історія
Перший Чемпіонат світу серед юніорів під егідою ІСУ був проведений 1976 року у французькому місті Межев. Після цього змагання ще два роки проводили у Межеві, а з 1979 року Чемпіонат проводиться щороку в новому місці.
Як правило, змагання відбуваються у кінці лютого — на початку березня. У 1981—1999 роках вони відбувалися у листопаді-грудні попереднього календарного року.

## Кваліфікація
Будь-яка країна, федерація якої входить до ІСУ, за замовчуванням має право виставити на Чемпіонат по одному учаснику/парі з кожної із чотирьох дисциплін. Максимальне представництво однієї країни — три учасника/пари з кожної дисципліни. Всі учасники повинні відповідати віковим вимогам ІСУ до юніорів. Право виставляти на наступний Чемпіонат більше одного учасника/пари надається залежно від зароблених фігуристами місць на поточному Чемпіонаті.
| Кількість одиночників/пар на поточному Чемпіонаті | 3 одиночника/пари на наступному Чемпіонаті   | 2 одиночника/ пари на наступному Чемпіонаті  |
| ------------------------------------------------- | -------------------------------------------- | -------------------------------------------- |
| 1                                                 | Перше або друге місце                        | Перші 10 місць                               |
| 2                                                 | Сума місць більше або дорівнює 13            | Сума місць менше або дорівнює 28             |
| 3                                                 | Сума кращих двох місць менше або дорівнює 13 | Сума кращих двох місць менше або дорівнює 28 |

Починаючи з сезону 2010—2011, частина учасників повинні проходити кваліфікацію для отримання допуску до виконання короткої програми/танцю. Безпосередньо країни можуть виставити стільки учасників, скільки їх представників знаходилося на перших 18-ти місцях у одиночників, 12-ти в парах і 15-ти в танцях на попередньому Чемпіонаті. У разі коли всі учасники попереднього чемпіонату від країни увійшли в перші 18/12/15 місць, але країна виставляє менше число учасників на поточний Чемпіонат, вільне місце віддається країні, спортсмен/пара якої посів на попередньому Чемпіонаті наступне по порядку місце. Решта учасників виконують свої довільні програми/танці у кваліфікаційному раунді, перші 12 місць одиночників, 8 пар і 10 танцювальних дуетів допускаються до основних змагань.

## Медалісти

### Чоловіче одиночне катання

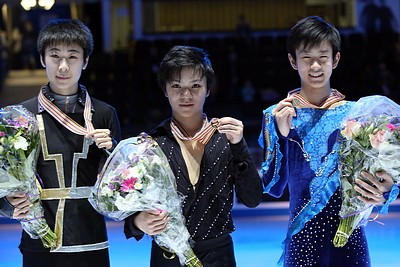
Призери Чемпіонату світу серед юніорів 2015 (зліва направо): Цзинь Боян (срібло), Сьома Уно (золото), Сато Ямамото (бронза)

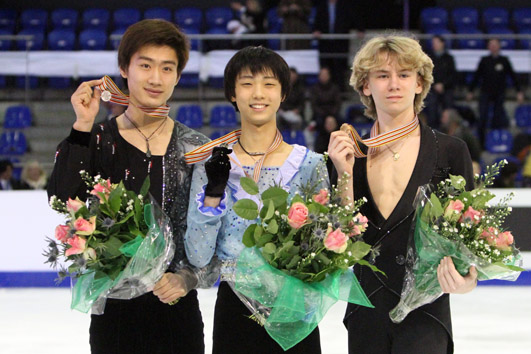
Призери Чемпіонату світу серед юніорів 2010 (зліва направо): Сун Нань (срібло), Юдзуру Ханю (золото), Артур Гачинський (бронза)

| Чоловіче одиночне катання | Чоловіче одиночне катання               | Чоловіче одиночне катання               | Чоловіче одиночне катання               | Чоловіче одиночне катання               |
| ------------------------- | --------------------------------------- | --------------------------------------- | --------------------------------------- | --------------------------------------- |
| Рік                       | Місце                                   | Золото                                  | Срібло                                  | Бронза                                  |
| 1976                      | Межев, Франція                          | Марк Кокерелл                           | Такасі Мура                             | Браян Покар                             |
| 1977                      | Межев, Франція                          | Даніель Біленд                          | Марк Пеперді                            | Річард Фюррер                           |
| 1978                      | Межев, Франція                          | Денніс Кой                              | Володимир Котін                         | Браян Бойтано                           |
| 1979                      | Аугсбург, ФРН                           | Віталій Єгоров                          | Боббі Б'ючемп                           | Олександр Фадєєв                        |
| 1980                      | Межев, Франція                          | Олександр Фадєєв                        | Віталій Єгоров                          | Фалько Кірстен                          |
| 1981                      | Онтаріо, Канада                         | Пол Вайлі                               | Юрій Бурейко                            | Скотт Вільямс                           |
| 1982                      | Оберстдорф, ФРН                         | Скотт Вільямс                           | Пол Герреро                             | Александер Кеніг                        |
| 1983                      | Сараєво, Югославія                      | Крістофер Бауман                        | Філіпп Ронколі                          | Нільс Кепп                              |
| 1984                      | Саппоро, Японія                         | Віктор Петренко                         | Марк Ферлан                             | Том Черняк                              |
| 1985                      | Колорадо-Спрінгс, США                   | Ерік Ларсон                             | Володимир Петренко                      | Руді Галіндо                            |
| 1986                      | Сараєво, Югославія                      | Володимир Петренко                      | Руді Галіндо                            | Юрій Цимбалюк                           |
| 1987                      | Кітченер, Канада                        | Руді Галіндо                            | Тодд Елдрідж                            | Юрій Цимбалюк                           |
| 1988                      | Брисбен, Австралія                      | Тодд Елдрідж                            | В'ячеслав Загороднюк                    | Юрій Цимбалюк                           |
| 1989                      | Сараєво, Югославія                      | В'ячеслав Загороднюк                    | Шеферд Кларк                            | Масакадзу Кагіяма                       |
| 1990                      | Колорадо-Спрінгс, США                   | Ігор Пашкевич                           | Олексій Урманов                         | Джон Болдуїн                            |
| 1991                      | Бухарест, Румунія                       | Василь Єременко                         | Олександр Абт                           | Ніколя Петорен                          |
| 1992                      | Галл, Канада                            | Дмитро Дмитренко                        | Костянтин Костін                        | Деймон Аллен                            |
| 1993                      | Сеул, Південна Корея                    | Євген Плюта                             | Майкл Вайсс                             | Ілля Кулик                              |
| 1994                      | Колорадо-Спрінгс, США                   | Майкл Вайсс                             | Наокі Сігемацу                          | Джері Майкл                             |
| 1995                      | Будапешт, Угорщина                      | Ілля Кулик                              | Тьєрі Сере                              | Сейіті Судзукі                          |
| 1996                      | Брисбен, Австралія                      | Олексій Ягудін                          | Такесі Хонда                            | Го Чженьсінь                            |
| 1997                      | Сеул, Південна Корея                    | Євген Плющенко                          | Тімоті Гейбл                            | Го Чженьсінь                            |
| 1998                      | Сент-Джон, Канада                       | Деррік Делмор                           | Сергій Давидов                          | Юнфей Лі                                |
| 1999                      | Загреб, Хорватія                        | Ілля Клімкін                            | Вінсент Рестанкур                       | Есуке Такеуті                           |
| 2000                      | Оберстдорф, Німеччина                   | Штефан Ліндеманн                        | Вінсент Рестанкур                       | Метью Савой                             |
| 2001                      | Софія, Болгарія                         | Джонні Вейр                             | Еван Лайсачек                           | Вінсент Рестанкур                       |
| 2002                      | Гамар, Норвегія                         | Дайсуке Такахасі                        | Кевін ван дер Перрен                    | Станіслав Тимченко                      |
| 2003                      | Острава, Чехія                          | Олександр Шубін                         | Еван Лайсачек                           | Албан Преобер                           |
| 2004                      | Гаага, Нідерланди                       | Андрій Грязєв                           | Еван Лайсачек                           | Jordan BRAUNINGER                       |
| 2005                      | Кітченер, Канада                        | Нобунарі Ода                            | Яннік Понсеро                           | Сергій Добрин                           |
| 2006                      | Любляна, Словенія                       | Такахіко кодзука                        | Сергій Воронов                          | Яннік Понсеро                           |
| 2007                      | Оберстдорф, Німеччина                   | Стівен Керріер                          | Патрік Чан                              | Сергій Воронов                          |
| 2008                      | Софія, Болгарія                         | Адам Ріппон                             | Артем Бородулін                         | Гуань Цзіньлін                          |
| 2009                      | Софія, Болгарія                         | Адам Ріппон                             | Міхал Бржезіна                          | Артем Григор'єв                         |
| 2010                      | Гаага, Нідерланди                       | Юдзуру Ханю                             | Сун Нань                                | Артур Гачинський                        |
| 2011                      | Каннин, Південна Корея                  | Андрій Рогозін                          | Кейдзі Танака                           | Олександр Майоров                       |
| 2012                      | Мінськ, Білорусь                        | Янь Хань                                | Джошуа Фарріс                           | Джейсон Браун                           |
| 2013                      | Мілан, Італія                           | Джошуа Фарріс                           | Джейсон Браун                           | Шотаро Оморі                            |
| 2014                      | Софія, Болгарія                         | Нам Нгуєн                               | Ад'ян Піткеєв                           | Натан Чен                               |
| 2015                      | Таллін, Естонія                         | Сьома Уно                               | Цзинь Боян                              | Сота Ямамото                            |
| 2016                      | Дебрецен, Угорщина                      | Даніель Самохін                         | Ніколя Надо                             | Томокі Хіваташі                         |
| 2017                      | Тайбей, Тайвань                         | Вінсент Чжоу                            | Дмитро Алієв                            | Олександр Самарін                       |
| 2018                      | Софія, Болгарія                         | Олексій Єрохов                          | Артур Данієлян                          | Маттео Ріццо                            |
| 2019                      | Загреб, Хорватія                        | Томокі Хіваташі                         | Роман Савосін                           | Даніель Грассл                          |
| 2020                      | Таллін, Естонія                         | Андрій Мозальов                         | Юма Кагіяма                             | Петро Гуменник                          |
| 2021                      | Захід скасовано через пандемію COVID-19 | Захід скасовано через пандемію COVID-19 | Захід скасовано через пандемію COVID-19 | Захід скасовано через пандемію COVID-19 |
| 2022                      | Таллін, Естонія                         | Ілля Малінін                            | Михайло Шайдоров                        | Тацуя Цубой                             |
| 2023                      | Калгарі, Канада                         | Као Міура                               | Наокі Россі                             | Нодзому Йосіока                         |

### Жіноче одиночне катання

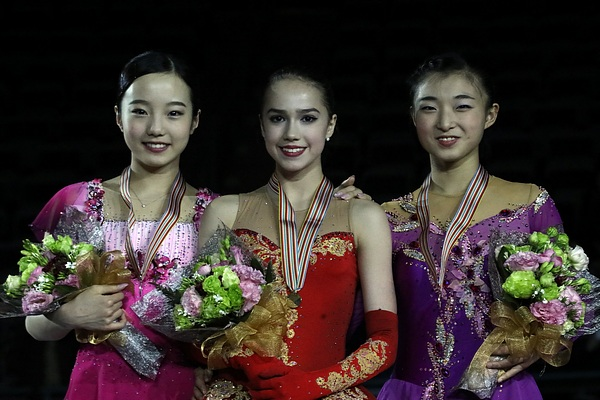
Призерки Чемпіонату світу серед юніорів 2017 (зліва направо): Марін Хонда (срібло), Аліна Загітова (золото), Каорі Сакамото (бронза)

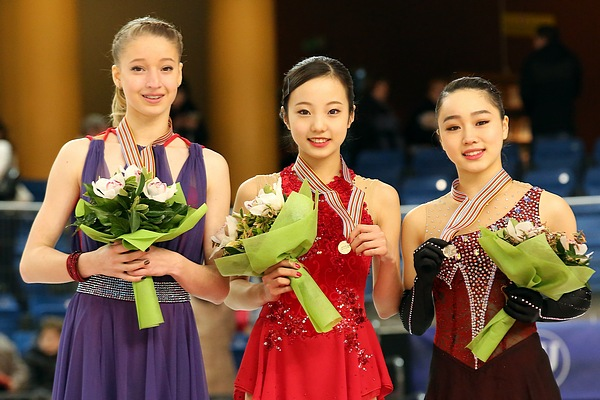
Призерки Чемпіонату світу серед юніорів 2016 (зліва направо): Марія Сотскова (срібло), Марін Хонда (золото), Вакаба Хігучі (бронза)

| Жіноче одиночне катання | Жіноче одиночне катання                 | Жіноче одиночне катання                 | Жіноче одиночне катання                 | Жіноче одиночне катання                 |
| ----------------------- | --------------------------------------- | --------------------------------------- | --------------------------------------- | --------------------------------------- |
| Рік                     | Місце                                   | Золото                                  | Срібло                                  | Бронза                                  |
| 1976                    | Межев, Франція                          | Сюзі Брешер                             | Гарнет Остермайєр                       | Трейсі Соломонс                         |
| 1977                    | Межев, Франція                          | Керолін Шкоцен                          | Хріста Йорда                            | Корін Вірш                              |
| 1978                    | Межев, Франція                          | Джилл Сойєр                             | Кіра Іванова                            | Петра Ернерт                            |
| 1979                    | Аугсбург, Німеччина                     | Елайн Зайяк                             | Мануела Рубен                           | Джекі Фаррелл                           |
| 1980                    | Межев, Франція                          | Розалін Самнерс                         | Кей Томпсон                             | Карола Паул                             |
| 1981                    | Онтаріо, Канада                         | Тіффані Чин                             | Марина Сєрова                           | Ганна Антонова                          |
| 1982                    | Оберстдорф, Німеччина                   | Яніна Вірт                              | Корнеліа Теш                            | Елізабет Менлі                          |
| 1983                    | Сараєво, Югославія                      | Сімон Кох                               | Карін Хендшке                           | Парфена Зарафідіс                       |
| 1984                    | Саппоро, Японія                         | Карін Хендшеке                          | Сімон Кох                               | Мідорі Іто                              |
| 1985                    | Колорадо-Спрінгс, США                   | Тетяна Андрєєва                         | Сюзанна Бехер                           | Наталія Горбенко                        |
| 1986                    | Сараєво, Югославія                      | Наталія Горбенко                        | Сюзанна Бехер                           | Лінда Флоркевич                         |
| 1987                    | Кітченер, Канада                        | Сінді Борц                              | Сюзанна Бехер                           | Шеннон Еліссон                          |
| 1988                    | Брисбен, Австралія                      | Крісті Ямагучі                          | Дзюнко Яганума                          | Юкіко Касіхара                          |
| 1989                    | Сараєво, Югославія                      | Джессіка Міллс                          | Дзюнко Ягінума                          | Сурія Боналі                            |
| 1990                    | Колорадо-Спрінгс, США                   | Юка Сато                                | Сурія Боналі                            | Таня Крінке                             |
| 1991                    | Бухарест, Румунія                       | Сурія Боналі                            | Ліса Ервін                              | Чен Лю                                  |
| 1992                    | Галл, Канада                            | Летиція Юбер                            | Ліса Ервін                              | Чен Лю                                  |
| 1993                    | Сеул, Південна Корея                    | Куміко Койвай                           | Ліса Ервін                              | Таня Шевченко                           |
| 1994                    | Колорадо-Спрінгс, США                   | Мішель Кван                             | Крістіна Цако                           | Ірина Слуцька                           |
| 1995                    | Будапешт, Угорщина                      | Ірина Слуцька                           | Олена Іванова                           | Крістіна Цако                           |
| 1996                    | Брисбен, Австралія                      | Олена Іванова                           | Олена Пінгачова                         | Надія Канаєва                           |
| 1997                    | Сеул, Республіка Корея                  | Сідне Вогел                             | Олена Соколова                          | Олена Іванова                           |
| 1998                    | Сент-Джон, Канада                       | Юлія Солдатова                          | Олена Іванова                           | Вікторія Волчкова                       |
| 1999                    | Загреб, Хорватія                        | Дарина Тимошенко                        | Сара Г'юз                               | Вікторія Волчкова                       |
| 2000                    | Оберстдорф, Німеччина                   | Дженніфер Кірк                          | Діанна Стеллато                         | Сара Мейєр                              |
| 2001                    | Софія, Болгарія                         | Христина Обласова                       | Енн -Патріс Макдонаф                    | Сюзанна Пойкьйо                         |
| 2002                    | Гамар, Норвегія                         | Енн-Патріс МакДонаф                     | Юкарі Накано                            | Мікі Андо                               |
| 2003                    | Острава, Чехія                          | Юкіна Ота                               | Мікі Андо                               | Кароліна Костнер                        |
| 2004                    | Гаага, Нідерланди                       | Мікі Андо                               | Кіммі Майсснера                         | Кеті Лінн Тейлор                        |
| 2005                    | Кітченер, Канада                        | Мао Асада                               | Йон А Кім                               | Емілі Г'юз                              |
| 2006                    | Любляна, Словенія                       | Йон А Кім                               | Мао Асада                               | Крістін Жуковські                       |
| 2007                    | Оберстдорф, Німеччина                   | Керолайн Чжан                           | Мірай Наґасу                            | Ешлі Вагнер                             |
| 2008                    | Софія, Болгарія                         | Рейчел Флетт                            | Керолайн Чжан                           | Мірай Наґасу                            |
| 2009                    | Софія, Болгарія                         | Альона Леонова                          | Керолайн Чжан                           | Ешлі Вагнер                             |
| 2010                    | Гаага, Нідерланди                       | Канако Муракамі                         | Агнес Завадські                         | Поліна Агафонова                        |
| 2011                    | Каннин, Південна Корея                  | Аделіна Сотникова                       | Єлизавета Туктамишева                   | Агнес Завадські                         |
| 2012                    | Мінськ, Білорусь                        | Юлія Липницька                          | Грейсі Голд                             | Аделіна Сотникова                       |
| 2013                    | Мілан, Італія                           | Олена Радіонова                         | Юлія Липницька                          | Анна Погорілая                          |
| 2014                    | Софія, Болгарія                         | Олена Радіонова                         | Серафіма Саханович                      | Євгенія Медведєва                       |
| 2015                    | Таллін, Естонія                         | Євгенія Медведєва                       | Серафіма Саханович                      | Вакаба Хігучі                           |
| 2016                    | Дебрецен, Угорщина                      | Марін Хонда                             | Марія Сотскова                          | Вакаба Хігучі                           |
| 2017                    | Тайбей, Тайвань                         | Аліна Загітова                          | Марін Хонда                             | Каорі Сакамото                          |
| 2018                    | Софія, Болгарія                         | Олександра Трусова                      | Анна Щербакова                          | Тін Цуй                                 |
| 2019                    | Загреб, Хорватія                        | Олександра Трусова                      | Анна Щербакова                          | Аліса Лю                                |
| 2020                    | Таллін, Естонія                         | Каміла Валієва                          | Дарія Усачова                           | Аліса Лю                                |
| 2021                    | Захід скасовано через пандемію COVID-19 | Захід скасовано через пандемію COVID-19 | Захід скасовано через пандемію COVID-19 | Захід скасовано через пандемію COVID-19 |
| 2022                    | Таллін, Естонія                         | Ізабо Левіто                            | Сін Джиа                                | Ліндсі Торнгрен                         |
| 2023                    | Калгарі, Канада                         | Мао Шимада                              | Сін Джиа                                | Амі Накаї                               |

### Парне фігурне катання

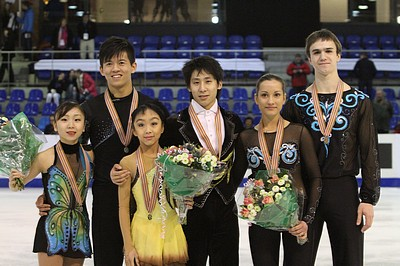
Призери Чемпіонату світу серед юніорів 2010 (зліва направо): Нарумі Такахасі/Мервін Тран (срібло), Суй Веньцзін/Хань Цун (золото), Ксенія Столбова/Федір Клімов (бронза)

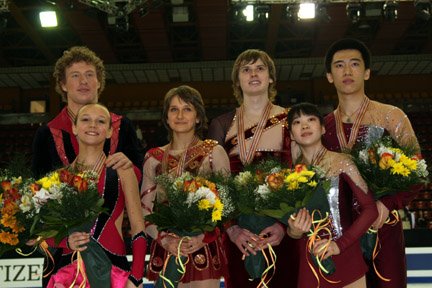
Призери Чемпіонату світу серед юніорів 2008 (зліва направо): Любов Ілюшечкіна/Нодар Майсурадзе (срібло), Ксенія Красильникова/Костянтин Безматерних (золото), Дон Хуейбо/У Імін (бронза)

| Парне фігурне катання | Парне фігурне катання                                 | Парне фігурне катання                                 | Парне фігурне катання                                 | Парне фігурне катання                                 |
| --------------------- | ----------------------------------------------------- | ----------------------------------------------------- | ----------------------------------------------------- | ----------------------------------------------------- |
| Рік                   | Місце                                                 | Золото                                                | Срібло                                                | Бронза                                                |
| 1976                  | Межев, Франція                                        | Шеррі Бейєр / Робін Кован                             | Лорен Мітчелл / Дональд Мітчелл                       | Елізабет Кейн / Пітер Кейн                            |
| 1977                  | Межев, Франція                                        | Джозі Френс / Пол Міллз                               | Ельга Белк / Гейвін Макферсон                         | —                                                     |
| 1978                  | Межев, Франція                                        | Барбара Андергілл / Пол Мартіні                       | Яна Благова / Людек Фено                              | Бет Флора / Кен Флора                                 |
| 1979                  | Аугсбург, Німеччина                                   | Вероніка Першина / Марат Акбаров                      | Лариса Селезньова / Олег Макаров                      | Лорі Байєр / Ллойд Айслер                             |
| 1980                  | Межев, Франція                                        | Лариса Селезньова / Олег Макаров                      | Марина Нікітюк / Рашид Кадиркаев                      | Катя Дубеч / Ксав'є Дуйлард                           |
| 1981                  | Онтаріо, Канада                                       | Лариса Селезньова / Олег Макаров                      | Лорі Байєр / Ллойд Айслер                             | Марина Нікітюк / Рашид Кадиркаєв                      |
| 1982                  | Оберстдорф, Німеччина                                 | Марина Австрійська / Юрій Квашнін                     | Інна Беккер / Сергій Лічанський                       | Бабетте Пройслер / Торстен Олов                       |
| 1983                  | Сараєво, Югославія                                    | Марина Австрійська / Юрій Квашнін                     | Пеггі Зайдель / Ральф Зайферт                         | Інна Беккер / Сергій Лічанський                       |
| 1984                  | Саппоро, Японія                                       | Мануела Ландграф / Інго Штойєр                        | С'юзан Данджен / Джейсон Данджен                      | Ольга Невідома / Сергій Худяков                       |
| 1985                  | Колорадо-Спрінгс,США                                  | Катерина Гордєєва / Сергій Гриньків                   | Ірина Мироненко / Дмитро Скідченко                    | Олена Гуд / Євген Колтун                              |
| 1986                  | Сараєво, Югославія                                    | Олена Леонова / Геннадій Красницький                  | Ірина Мироненко / Дмитро Скідченко                    | Катерина Мурогова / Артем Торгашов                    |
| 1987                  | Кітченер, Канада                                      | Олена Леонова / Геннадій Красницький                  | Катерина Мурогова / Артем Торгашов                    | Крісті Ямагучі / Руді Галіндо                         |
| 1988                  | Брисбен, Австралія                                    | Крісті Ямагучі / Руді Галіндо                         | Євгенія Чернишова / Дмитро Суханов                    | Юлія Лященко / Андрій Бушков                          |
| 1989                  | Сараєво, Югославія                                    | Євгенія Чернишова / Дмитро Суханов                    | Анжела Каспарі / Марно Крефт                          | Ірина Сайфутдінова / Олексій Тихонов                  |
| 1990                  | Колорадо-Спрінгс, США                                 | Наталія Крестьянінова / Олексій Торчинський           | Світлана Пристав / В'ячеслав Ткаченко                 | Дженніфер Гойрлін / Джон Фредеріксен                  |
| 1991                  | Бухарест, Румунія                                     | Наталія Крестьянінова / Олексій Торчинський           | Світлана Пристав / В'ячеслав Ткаченко                 | Дженніфер Гойрлін / Джон Фредеріксен                  |
| 1992                  | Галл, Канада                                          | Наталія Крестьянінова / Олексій Торчинський           | Каролін Геддед / Жан-Себастьян Фекто                  | Світлана Пристав / В'ячеслав Ткаченко                 |
| 1993                  | Сеул, Південна Корея                                  | Інга Коршунова / Дмитро Савельєв                      | Марія Петрова / Антон Сихарулідзе                     | Ізабель Колумб / Бруно Маркотт                        |
| 1994                  | Колорадо-Спрінгс, США                                 | Марія Петрова / Антон Сихарулідзе                     | Каролін Геддед / Жан-Себястьян Фекто                  | Галина Маняченко / Євген Жигурський                   |
| 1995                  | Будапешт, Угорщина                                    | Марія Петрова / Антон Сихарулідзе                     | Даніель Гартсел / Стів Гартсел                        | Євгенія Філоненко / Ігор Марченко                     |
| 1996                  | Брисбен, Австралія                                    | Вікторія Максюта / Владислав Жовнірський              | Євгенія Філоненко / Ігор Марченко                     | Даніель Гартсел / Стів Гартсел                        |
| 1997                  | Сеул, Республіка Корея                                | Даніель Гартсел / Стів Гартсел                        | Марія Петрова / Темураз Пулін                         | Вікторія Максюта / Владислав Жовнірський              |
| 1998                  | Сент-Джон, Канада                                     | Юлія Обертас / Дмитро Паламарчук                      | Світлана Миколаєва / Олексій Соколов                  | Вікторія Максюта /Владислав Жовнірський               |
| 1999                  | Загреб, Хорватія                                      | Юлія Обертас / Дмитро Паламарчук                      | Лаура Генді / Пол Біннбоуз                            | Вікторія Максюта /Владислав Жовнірський               |
| 2000                  | Оберстдорф, Німеччина                                 | Альона Савченко /Станіслав Морозов                    | Юлія Обертас / Дмитро Паламарчук                      | Юлія Шапіро / Олексій Соколов                         |
| 2001                  | Софія, Болгарія                                       | Чжан Дань / Чжан Хао                                  | Юко Кавагуті / Олександр Маркунцов                    | Крістен Рот / Міхаель МакФерсон                       |
| 2002                  | Гамар, Норвегія                                       | Олена Рябчук / Станіслав Захаров                      | Юлія Карбовська / Сергій Славнов                      | Янг Дінг / Чжонфей Жень                               |
| 2003                  | Острава, Чехія                                        | Чжан Дань / Чжан Хао                                  | Янг Дінг / Чжонфей Жень                               | Дженніфер Дон / Джонатан Гант                         |
| 2004                  | Гаага, Нідерланди                                     | Наталія Шестакова / Павло Лебедєв                     | Джессіка Дюбе / Брайс Девісон                         | Марія Мухортова / Максим Траньков                     |
| 2005                  | Кітченер, Канада                                      | Марія Мухортова / Максим Траньков                     | Джессіка Дюбе / Брайс Девісон                         | Тетяна Кокорева / Єгор Головкін                       |
| 2006                  | Любляна, Словенія                                     | Юлія Влассов / Дреу Мекінс                            | Кендра Мойле / Ендрі Зейтз                            | Ксенія Красильникова / Костянтин Безматерних          |
| 2007                  | Оберстдорф, Німеччина                                 | Кеана Маклафлін / Рокні Брубейкер                     | Віра Базарова / Юрій Ларіонов                         | Ксенія Красильникова / Костянтин Безматерних          |
| 2008                  | Софія, Болгарія                                       | Ксенія Красильникова / Костянтин Безматерних          | Любов Ілюшечкіна / Нодар Майсурадзе                   | Дун Хуейбо / У Імін                                   |
| 2009                  | Софія, Болгарія                                       | Любов Ілюшечкіна / Нодар Майсурадзе                   | Анастасія Мартюшева / Олексій Рогонов                 | Марісса Кастеллі / Симон Шнапір                       |
| 2010                  | Гаага, Нідерланди                                     | Суй Веньцзін / Хань Цун                               | Нарумі Такахасі / Мервін Тран                         | Ксенія Столбова / Федір Клімов                        |
| 2011                  | Каннин, Південна Корея                                | Суй Веньцзін / Хань Цун                               | Ксенія Столбова / Федір Клімов                        | Нарумі Такахасі / Мервін Тран                         |
| 2012                  | Мінськ, Білорусь                                      | Суй Веньцзін / Хань Цун                               | Юй Сяоюй / Цзинь Ян                                   | Василіса Даванкова / Андрій Депутат                   |
| 2013                  | Мілан, Італія                                         | Хевен Денні / Брендон Фразьєр                         | Маргарет Пурді / Майкл Марінаро                       | Ліна Федорова / Максим Мірошкін                       |
| 2014                  | Софія, Болгарія                                       | Юй Сяоюй / Цзинь Ян                                   | Євгенія Тарасова / Володимир Морозов                  | Марія Вигалова / Єгор Закроєв                         |
| 2015                  | Таллін, Естонія                                       | Юй Сяоюй / Цзинь Ян                                   | Джуліанна Сеген / Чарлі Білодо                        | Ліна Федорова / Максим Мірошкин                       |
| 2016                  | Дебрецен, Угорщина                                    | Анна Душкова / Мартін Бідар                           | Анастасія Мішина / Владислав Мірзоєв                  | Катерина Борисова / Дмитро Сопот                      |
| 2017                  | Тайбей, Тайвань                                       | Катерина Олександровська / Харлі Віндзор              | Олександра Бойкова / Дмитро Козловський               | Гао Юймен / Се Чжун                                   |
| 2018                  | Софія, Болгарія                                       | Дарія Павлюченко / Денис Ходикін                      | Поліна Костюкович / Дмитро Ялин                       | Анастасія Мішина / Олександр Галлямов                 |
| 2019                  | Загреб, Хорватія                                      | Анастасія Мішина / Олександр Галлямов                 | Аполлінарія Панфілова / Дмитро Рилов                  | Поліна Костюкович / Дмитро Ялин                       |
| 2020                  | Таллінн, Естонія                                      | Аполлінарія Панфілова / Дмитро Рилов                  | Ксенія Ахантьєва / Валерій Колесов                    | Юлія Артем'єва / Михайло Назаричев                    |
| 2021                  | Захід скасовано через пандемію коронавірусної хвороби | Захід скасовано через пандемію коронавірусної хвороби | Захід скасовано через пандемію коронавірусної хвороби | Захід скасовано через пандемію коронавірусної хвороби |
| 2022                  | Таллінн, Естонія                                      | Карина Сафіна / Лука Берулава                         | Анастасія Голубєва / Гектор Геотопулос Мур            | Брук Макінтош / Бенджамін Мімар                       |
| 2023                  | Калгарі, Канада                                       | Софія Барам / Деніел Тюменцев                         | Анастасія Голубєва / Гектор Геотопулос Мур            | Віолетта Сєрова / Іван Хобта                          |

### Спортивні танці на льоду

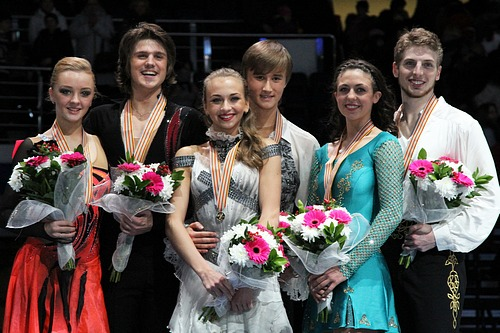
Призери Чемпіонату світу серед юніорів 2012 (зліва направо): Олександра Степанова/Іван Букін (срібло), Вікторія Сініцина/Руслан Жиганшин (золото), Олександра Олдрідж/Даніель Ітон (бронза)

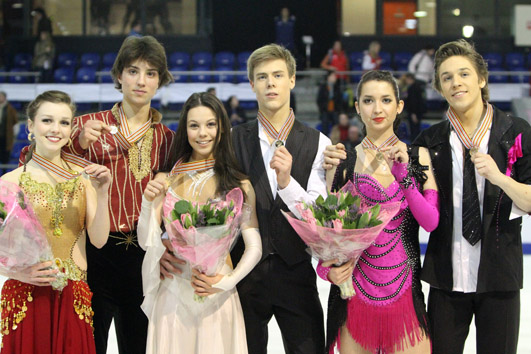
Призери Чемпіонату світу серед юніорів 2010 (зліва направо): Олександр Пауль/Мітчелл Іслам (срібло), Олена Ільїних/Микита Кацалапов (золото), Ксенія Монько/Кирило Халявин (бронза)

| Спортивні танці на льоду | Спортивні танці на льоду                              | Спортивні танці на льоду                              | Спортивні танці на льоду                              | Спортивні танці на льоду                              |
| ------------------------ | ----------------------------------------------------- | ----------------------------------------------------- | ----------------------------------------------------- | ----------------------------------------------------- |
| Рік                      | Місце                                                 | Золото                                                | Срібло                                                | Бронза                                                |
| 1976                     | Межев, Франція                                        | Кетрін Вінтер / Ніколас Слейтер                       | Деніза Бест / Девід Дегнел                            | Мартіна Олівер / Ів Тарер                             |
| 1977                     | Межев, Франція                                        | Венді Сешнс / Марк Рід                                | Карен Бербер / Кім Спрейер                            | Мері МакНіл / Роберт МакКол                           |
| 1978                     | Межев, Франція                                        | Тетяна Дурасова / Сергій Пономаренко                  | Келлі Джонсон / Кріс Бербер                           | Наталі Ерве / П'єр Усарек                             |
| 1979                     | Аугсбург, Німеччина                                   | Тетяна Дурасова / Сергій Пономаренко                  | Олена Батанова / Андрій Антонов                       | Келлі Джонсон / Кріс Бербер                           |
| 1980                     | Межев, Франція                                        | Олена Батанова / Олексій Соловйов                     | Юдіт Петерфі / Чаба Балінт                            | Рене Рока / Ендрю Веллетт                             |
| 1981                     | Онтаріо, Канада                                       | Олена Батанова / Олексій Соловйов                     | Наталя Анненко / Вадим Каркачем                       | Керін Геросіно / Родні Геросіно                       |
| 1982                     | Оберстдорф, Німеччина                                 | Наталя Анненко / Вадим Каркачем                       | Тетяна Гладкова / Ігор Шпільбанд                      | Лінда Мелек / Александер Міллер                       |
| 1983                     | Сараєво, Югославія                                    | Тетяна Гладкова / Ігор Шпільбанд                      | Олена Новікова / Олег Бляхман                         | Крістіна Яцуґаші / Кейт Яцуґаші                       |
| 1984                     | Саппоро, Японія                                       | Олена Криканова / Євген Платов                        | Крістіна Яцуґаші / Кейт Яцуґаші                       | Світлана Ляпіна / Георгій Сур                         |
| 1985                     | Колорадо-Спрінгс,США                                  | Олена Криканова / Євген Платов                        | Світлана Ляпіна / Георгій Сур                         | Доріан Бонтемс / Чарльз Паляр                         |
| 1986                     | Сараєво, Югославія                                    | Олена Криканова / Євген Платов                        | Світлана Серкелі / Андрій Жарков                      | Корін Паляр / Дід'є Куртуа                            |
| 1987                     | Кітченер, Канада                                      | Ілона Мельниченка / Геннадій Каско                    | Оксана Грищук / Олександр Чичков                      | Кетерін Пол / Дональд Годфрі                          |
| 1988                     | Брисбен, Австралія                                    | Оксана Грищук / Олександр Чичков                      | Ірина Анциферова / Максим Севастьянов                 | Марія Орлова / Олег Овсянніков                        |
| 1989                     | Сараєво, Югославія                                    | Анжеліка Кірхмайєр / Дмитро Лагутін                   | Людмила Березова / Володимир Федоров                  | Маріна Морель / Гвендаль Пейзера                      |
| 1990                     | Колорадо-Спрінгс, США                                 | Марина Анісіна / Ілля Авербух                         | Олена Кустарова / Сергій Ромашкін                     | Марі-Франс Дюбрель / Бруно Іварс                      |
| 1991                     | Бухарест, Румунія                                     | Алік Стергіаду / Юрій Разгуляєв                       | Маріна Морель / Гвендаль Пейзера                      | Олена Кустарова / Сергій Ромашкін                     |
| 1992                     | Галл, Канада                                          | Марина Анісіна / Ілля Авербух                         | Ярослава Нечаєва / Юрій Чесніченко                    | Амелі Діон / Александр Елейн                          |
| 1993                     | Сеул, Південна Корея                                  | Катерина Свірін / Сергій Сахновський                  | Сільвія Новак / Себастьян Коласінські                 | Беранже Но / Лук Монеже                               |
| 1994                     | Колорадо-Спрінгс, США                                 | Сільвія Новак / Себастьян Коласінські                 | Катерина Свірін / Сергій Сахновський                  | Агнес Жакмар / Алексіз Ге                             |
| 1995                     | Будапешт, Угорщина                                    | Ольга Шарутенко / Дмитро Наумкіна                     | Стефані Гардіа / Франк Лапорте                        | Івона Філіпович / Міхаль Шумський                     |
| 1996                     | Брисбен, Австралія                                    | Катерина Давидова / Роман Костомаров                  | Ізабель Делобель / Олів'є Шонфельдер                  | Наталія Гудіна / Віталій Куркудим                     |
| 1997                     | Сеул, Республіка Корея                                | Ніна Уланова / Михайло Стіфунін                       | Оксана Потдикова / Денис Пєтухов                      | Агата Блазовська / Марцин Коцубек                     |
| 1998                     | Сент-Джон, Канада                                     | Джессіка Джозеф / Чарльз Бутлер                       | Федеріка Фаелла / Лучано Міло                         | Оксана Потдикова / Денис Пєтухов                      |
| 1999                     | Загреб, Хорватія                                      | Джеймі Сільверстейн / Джастін Пекарек                 | Федеріка Фаелла / Лучано Міло                         | Наталія Романюта / Данило Баранцев                    |
| 2000                     | Оберстдорф, Німеччина                                 | Наталія Романюта / Данило Баранцев                    | Емілі Нусеар / Брендон Форсіт                         | Таніт Белбін / Бенжамін Агосто                        |
| 2001                     | Софія, Болгарія                                       | Наталія Романюта / Данило Баранцев                    | Таніт Белбін / Бенжамін Агосто                        | Олена Халявина / Максим Шабалін                       |
| 2002                     | Гамар, Норвегія                                       | Таніт Белбін / Бенжамін Агосто                        | Олена Халявина / Максим Шабалін                       | Олена Романовська / Олександр Грачов                  |
| 2003                     | Острава, Чехія                                        | Оксана Домніна / Максим Шабалін                       | Нора Хоффманн / Аттіла Елек                           | Олена Романовська / Олександр Грачов                  |
| 2004                     | Гаага, Нідерланди                                     | Олена Романовська / Олександр Грачов                  | Нора Хоффманн / Аттіла Елек                           | Могран Метьюз / Максим Завозін                        |
| 2005                     | Кітченер, Канада                                      | Могран Метьюз / Максим Завозін                        | Тесса Вертью / Скотт Моїр                             | Анастасія Горшкова / Ілля Ткаченко                    |
| 2006                     | Любляна, Словенія                                     | Тесса Вертью / Скотт Моїр                             | Наталя Михайлова / Аркадій Сергєєв                    | Меріл Девіс / Чарлі Вайт                              |
| 2007                     | Оберстдорф, Німеччина                                 | Катерина Боброва / Дмитро Соловйов                    | Грете Грюнберг / Крістьян Ранд                        | Кейтлін Уївер / Ендрю Поже                            |
| 2008                     | Софія, Болгарія                                       | Емілі Самуельсон / Еван Бейтс                         | Ванесса Крон / Поль Пуар'є                            | Крістіна Горшкова / Віталій Бутіков                   |
| 2009                     | Софія, Болгарія                                       | Медісон Чок / Грег Цуерлін                            | Майя Шибутані / Алекс Шибутані                        | Катерина Рязанова / Джонатан Гурейром                 |
| 2010                     | Гаага, Нідерланди                                     | Олена Ільїних / Микита Кацалапов                      | Олександра Пауль / Мітчелл Іслам                      | Ксенія Монько / Кирило Халявин                        |
| 2011                     | Каннин, Південна Корея                                | Ксенія Монько / Кирило Халявин                        | Катерина Пушкаш / Джонатан Гурейром                   | Шарлот Лічман / Дін Копеле                            |
| 2012                     | Мінськ, Білорусь                                      | Вікторія Сініцина / Руслан Жиганшин                   | Олександра Степанова / Іван Букін                     | Олександра Олдрідж / Даніель Ітон                     |
| 2013                     | Мілан, Італія                                         | Олександра Степанова /Іван Букін                      | Габріелла Пападакіс / Гійом Сізерон                   | Олександра Олдрідж / Даніель Ітон                     |
| 2014                     | Софія, Болгарія                                       | Кейтлін Гавайєк / Жан-Люк Бейкер                      | Анна Яновська / Сергій Мозгов                         | Маделайн Едвардс / Чжао Кай Пан                       |
| 2015                     | Таллін, Естонія                                       | Анна Яновська / Сергій Мозгов                         | Лоррейн Макнамара / Квінн Карпентер                   | Олександра Назарова / Максим Нікітін                  |
| 2016                     | Дебрецен, Угорщина                                    | Лоррейн Макнамара / Квінн Карпентер                   | Рейчел Парсонс / Майкл Парсонс                        | Алла Лобода / Павло Дрозд                             |
| 2017                     | Тайбей, Тайвань                                       | Рейчел Парсонс / Майкл Парсонс                        | Алла Лобода / Павло Дрозд                             | Крістіна Каррейра / Ентоні Пономаренко                |
| 2018                     | Софія, Болгарія                                       | Анастасія Скопцова / Кирило Альошин                   | Крістіна Каррейра / Ентоні Пономаренко                | Аріна Ушакова / Максим Некрасов                       |
| 2019                     | Загреб, Хорватія                                      | Маржорі Лажуа / Закарі Лага                           | Єлизавета Худайбердієва / Микита Назаров              | Софія Шевченко / Ігор Єрьоменко                       |
| 2020                     | Таллінн, Естонія                                      | Ейвонлі Нгуен / Вадим Колесник                        | Марія Казакова / Георгій Ревія                        | Єлизавета Шанаєва / Девід Наріжний                    |
| 2021                     | Захід скасовано через пандемію коронавірусної хвороби | Захід скасовано через пандемію коронавірусної хвороби | Захід скасовано через пандемію коронавірусної хвороби | Захід скасовано через пандемію коронавірусної хвороби |
| 2022                     | Таллінн, Естонія                                      | Уна Браун / Гейдж Браун                               | Наталі Д'Алессандро / Брюс Водделл                    | Надя Башинська / Пітер Боумонт                        |
| 2023                     | Калгарі, Канада                                       | Катержина Мразкова / Даніель Мразек                   | Ханна Лім / Цюань Йе                                  | Надя Башинська / Пітер Боумонт                        |

## Загальний медальний залік
| Місце                | Країна               | Золото | Срібло | Бронза | Загалом |
| -------------------- | -------------------- | ------ | ------ | ------ | ------- |
| 1                    | Росія                | 50     | 42     | 47     | 139     |
| 2                    | США                  | 49     | 36     | 42     | 127     |
| 3                    | СРСР                 | 37     | 30     | 17     | 84      |
| 4                    | Японія               | 14     | 13     | 15     | 42      |
| 5                    | Канада               | 10     | 16     | 17     | 43      |
| 6                    | КНР                  | 8      | 4      | 9      | 21      |
| 7                    | НДР                  | 4      | 4      | 6      | 14      |
| 8                    | Україна              | 4      | 2      | 5      | 11      |
| 9                    | Франція              | 2      | 10     | 13     | 25      |
| 10                   | Велика Британія      | 2      | 3      | 1      | 6       |
| 11                   | Чехія                | 2      | 1      | 0      | 3       |
| 12                   | Південна Корея       | 1      | 4      | 0      | 5       |
| 13                   | Австралія            | 1      | 2      | 1      | 4       |
| 14                   | Польща               | 1      | 1      | 2      | 4       |
| 15                   | Грузія               | 1      | 1      | 0      | 2       |
| 16                   | Німеччина            | 1      | 0      | 1      | 2       |
| 17                   | Ізраїль              | 1      | 0      | 0      | 1       |
| 18                   | ФРН                  | 0      | 6      | 1      | 7       |
| 19                   | Угорщина             | 0      | 4      | 1      | 5       |
| 20                   | Італія               | 0      | 2      | 3      | 5       |
| 21                   | Швейцарія            | 0      | 1      | 3      | 4       |
| 22                   | Австрія              | 0      | 1      | 1      | 2       |
| 23                   | Бельгія              | 0      | 1      | 0      | 1       |
| 23                   | Естонія              | 0      | 1      | 0      | 1       |
| 23                   | Казахстан            | 0      | 1      | 0      | 1       |
| 23                   | ПАР                  | 0      | 1      | 0      | 1       |
| 23                   | Чехословаччина       | 0      | 1      | 0      | 1       |
| 28                   | Фінляндія            | 0      | 0      | 1      | 1       |
| 28                   | Швеція               | 0      | 0      | 1      | 1       |
| Загалом (29 збірних) | Загалом (29 збірних) | 188    | 188    | 187    | 563     |